# Eurosonic Noorderslag Conferentie

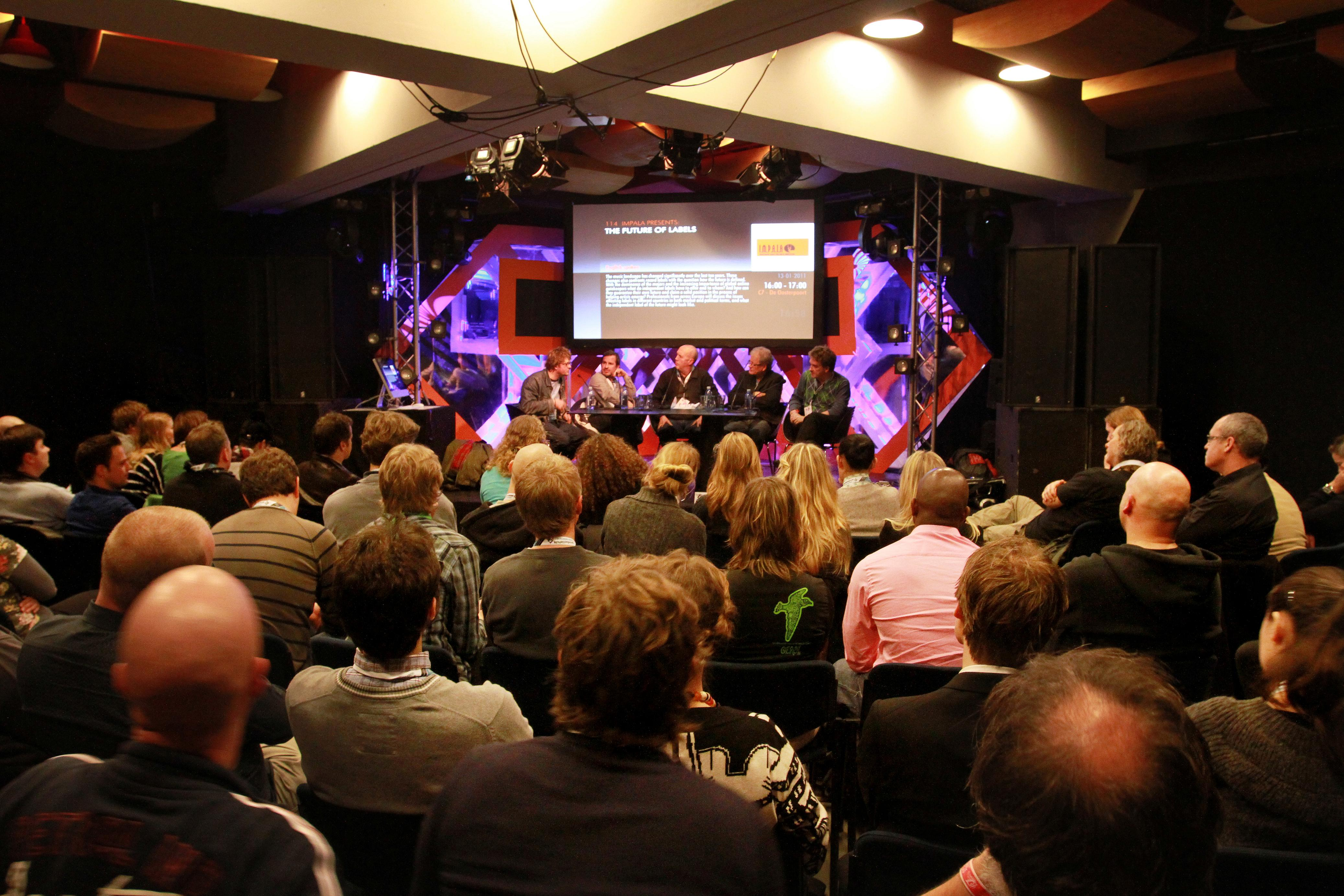
Eurosonic Noorderslag Conferentie 2011 - Jack Tillmanns (Foto Focus)

De Eurosonic Noorderslag Conferentie is een vierdaagse muziekconferentie met meer dan 150 panels, toespraken, prijsuitreikingen, discussies en presentaties over de stand van zaken in de (inter)nationale muzieksector.
De conferentie vindt jaarlijks in januari plaats in Groningen tijdens het conferentie- en showcasefestival Eurosonic Noorderslag, waar het een onderdeel van vormt. Doel van de conferentie is het creëren van een platform voor de Europese en Nederlandse muzieksector en het stimuleren van de uitwisseling van ideeën binnen de sector.
De conferentie wordt jaarlijks door ongeveer 3.000 Europese muziekdeskundigen bezocht en geldt als een belangrijke ontmoetingsgelegenheid voor de internationale muziekindustrie. De conferentie wordt georganiseerd door Stichting Noorderslag in samenwerking met Buma Cultuur.